# Lega tessala
La lega tessala era un'antica confederazione di polis e tribù della Tessaglia, regione settentrionale della Grecia: era guidata da un tago proveniente da antiche famiglie tessale quali gli Alevadi e gli Scopadi. La sua sede era a Larissa. La lega fu attiva dal 196 al 146 a.C.